# Chiron assamensis
Chiron assamensis là một loài bọ cánh cứng trong họ Bọ hung (Scarabaeidae).